# کارتا
کارتا، روستایی از توابع بخش مرکزی شهرستان ایذه در استان خوزستان ایران است. این روستا یک قطب گردشگری ، و زیارتی محسوب می‌شود . مرقد امامزاده سلطان ابراهیم در این روستا هست و هر ساله زائران زیادی برای زیارت این امامزاده به روستای کارتا سفر می‌کنند. روستای کارتا از نظر گردشگری خیلی محبوب است و گردشگران برای بازدید از رودخانه کارون کوه های اطراف کارتا و جنگل های بلوط به این روستا سفر میکنند

## جمعیت
این روستا در دهستان پیان قرار دارد و براساس سرشماری مرکز آمار ایران در سال ۱۳۸۵، جمعیت آن ۷۳۲ نفر (۱۳۷خانوار) بوده‌است.